# Теорія всього
Тео́рія всього́ (англ. Theory of everything, TOE) — об'єднана фізико-математична теорія, що описує всі відомі фундаментальні взаємодії. Спочатку даний термін використовувався в іронічному ключі для позначення різноманітних узагальнених теорій.
Вперше термін Об'єднана теóрія пóля був запропонований Альбертом Ейнштейном, який намагався поєднати загальну теорію відносності та електромагнетизм у рамках однієї теорії.
З часом термін закріпився в популяризаціях квантової фізики для позначення теорії, яка б об'єднала всі чотири фундаментальні взаємодії в природі — теорії всього.
Протягом двадцятого століття було запропоновано чимало «теорій всього», але жодна з них не змогла пройти експериментальну перевірку або існують значні труднощі в організації експериментальної перевірки для деяких з кандидатів. Основна проблема формулювання «теорії всього» полягає в тому, що квантова механіка і загальна теорія відносності, будучи загальноприйнятими, абсолютно по-різному описують області свого застосування — мікросвіт і макросвіт відповідно, — тому їх безпосереднє поєднання в єдиному формалізмі призводить до проблеми перенормування і відсутності кінцевих результатів для величин, що експериментально перевіряються.
Час світу орієнтує нове мислення — феноменологія теорія всього — Introduction to phenomenology about the nature of the muon.

## Основні положення
Сучасна фізика вимагає від «теорії всього» об'єднання чотирьох фундаментальних взаємодій:
- гравітаційної
- електромагнітної
- сильної
- слабкої

Наведена нижче діаграма демонструє схему реально здійснених та гіпотетичних об'єднань.
|  |  |            |            |            |            |            |            | Теорія всього          |                        |                        |                        |                        |                        |                         |                         |                         |                         |                         |                         |                        |                        |                                      |                                      |                                      |                                      |                                      |                                      |                                |                                |                                |                                |                                |                                |           |           |           |           |           |           |  |  |  |  |
|  |  |            |            |            |            |            |            |                        |                        |                        |                        |                        |                        |                         |                         |                         |                         |                         |                         |                        |                        |                                      |                                      |                                      |                                      |                                      |                                      |                                |                                |                                |                                |                                |                                |           |           |           |           |           |           |  |  |  |  |
|  |  | Гравітація | Гравітація | Гравітація | Гравітація | Гравітація | Гравітація |                        |                        |                        |                        |                        |                        | Електроядерна взаємодія | Електроядерна взаємодія | Електроядерна взаємодія | Електроядерна взаємодія | Електроядерна взаємодія | Електроядерна взаємодія |                        |                        |                                      |                                      |                                      |                                      |                                      |                                      |                                |                                |                                |                                |                                |                                |           |           |           |           |           |           |  |  |  |  |
|  |  | Гравітація | Гравітація | Гравітація | Гравітація | Гравітація | Гравітація |                        |                        |                        |                        |                        |                        | Електроядерна взаємодія | Електроядерна взаємодія | Електроядерна взаємодія | Електроядерна взаємодія | Електроядерна взаємодія | Електроядерна взаємодія |                        |                        |                                      |                                      |                                      |                                      |                                      |                                      |                                |                                |                                |                                |                                |                                |           |           |           |           |           |           |  |  |  |  |
|  |  |            |            |            |            |            |            |                        |                        |                        |                        |                        |                        |                         |                         |                         |                         |                         |                         |                        |                        |                                      |                                      |                                      |                                      |                                      |                                      |                                |                                |                                |                                |                                |                                |           |           |           |           |           |           |  |  |  |  |
|  |  |            |            |            |            |            |            | Сильна взаємодія SU(3) | Сильна взаємодія SU(3) | Сильна взаємодія SU(3) | Сильна взаємодія SU(3) | Сильна взаємодія SU(3) | Сильна взаємодія SU(3) |                         |                         |                         |                         |                         |                         |                        |                        | Електрослабка взаємодія SU(2) x U(1) | Електрослабка взаємодія SU(2) x U(1) | Електрослабка взаємодія SU(2) x U(1) | Електрослабка взаємодія SU(2) x U(1) | Електрослабка взаємодія SU(2) x U(1) | Електрослабка взаємодія SU(2) x U(1) |                                |                                |                                |                                |                                |                                |           |           |           |           |           |           |  |  |  |  |
|  |  |            |            |            |            |            |            | Сильна взаємодія SU(3) | Сильна взаємодія SU(3) | Сильна взаємодія SU(3) | Сильна взаємодія SU(3) | Сильна взаємодія SU(3) | Сильна взаємодія SU(3) |                         |                         |                         |                         |                         |                         |                        |                        | Електрослабка взаємодія SU(2) x U(1) | Електрослабка взаємодія SU(2) x U(1) | Електрослабка взаємодія SU(2) x U(1) | Електрослабка взаємодія SU(2) x U(1) | Електрослабка взаємодія SU(2) x U(1) | Електрослабка взаємодія SU(2) x U(1) |                                |                                |                                |                                |                                |                                |           |           |           |           |           |           |  |  |  |  |
|  |  |            |            |            |            |            |            |                        |                        |                        |                        |                        |                        |                         |                         |                         |                         |                         |                         |                        |                        |                                      |                                      |                                      |                                      |                                      |                                      |                                |                                |                                |                                |                                |                                |           |           |           |           |           |           |  |  |  |  |
|  |  |            |            |            |            |            |            |                        |                        |                        |                        |                        |                        |                         |                         | Слабка взаємодія SU(2)  | Слабка взаємодія SU(2)  | Слабка взаємодія SU(2)  | Слабка взаємодія SU(2)  | Слабка взаємодія SU(2) | Слабка взаємодія SU(2) |                                      |                                      |                                      |                                      |                                      |                                      | Електромагнітна взаємодія U(1) | Електромагнітна взаємодія U(1) | Електромагнітна взаємодія U(1) | Електромагнітна взаємодія U(1) | Електромагнітна взаємодія U(1) | Електромагнітна взаємодія U(1) |           |           |           |           |           |           |  |  |  |  |
|  |  |            |            |            |            |            |            |                        |                        |                        |                        |                        |                        |                         |                         | Слабка взаємодія SU(2)  | Слабка взаємодія SU(2)  | Слабка взаємодія SU(2)  | Слабка взаємодія SU(2)  | Слабка взаємодія SU(2) | Слабка взаємодія SU(2) |                                      |                                      |                                      |                                      |                                      |                                      | Електромагнітна взаємодія U(1) | Електромагнітна взаємодія U(1) | Електромагнітна взаємодія U(1) | Електромагнітна взаємодія U(1) | Електромагнітна взаємодія U(1) | Електромагнітна взаємодія U(1) |           |           |           |           |           |           |  |  |  |  |
|  |  |            |            |            |            |            |            |                        |                        |                        |                        |                        |                        |                         |                         |                         |                         |                         |                         |                        |                        |                                      |                                      |                                      |                                      |                                      |                                      |                                |                                |                                |                                |                                |                                |           |           |           |           |           |           |  |  |  |  |
|  |  |            |            |            |            |            |            |                        |                        |                        |                        |                        |                        |                         |                         |                         |                         |                         |                         |                        |                        | Електрика                            | Електрика                            | Електрика                            | Електрика                            | Електрика                            | Електрика                            |                                |                                |                                |                                |                                |                                | Магнетизм | Магнетизм | Магнетизм | Магнетизм | Магнетизм | Магнетизм |  |  |  |  |
|  |  |            |            |            |            |            |            |                        |                        |                        |                        |                        |                        |                         |                         |                         |                         |                         |                         |                        |                        | Електрика                            | Електрика                            | Електрика                            | Електрика                            | Електрика                            | Електрика                            |                                |                                |                                |                                |                                |                                | Магнетизм | Магнетизм | Магнетизм | Магнетизм | Магнетизм | Магнетизм |  |  |  |  |

## Постановка задачі
Сучасна фізика описує взаємодію між тілами та частинками з допомогою квантованих полів. Виходячи з принципу корпускулярно-хвильового дуалізму взаємодія може бути описана як обмін частинками, які передають енергію та імпульс від одного тіла до іншого.
На сьогодні відомі чотири види взаємодій:
- Сильна взаємодія, що утримує разом кварки, з яких складаються протони та нейтрони, а також усі інші адрони. Ці ж самі сили утримують протони та нейтрони у складі атомних ядер. Переносником сильних взаємодій є глюон.

- Слабка взаємодія, завдяки якій відбувається радіоактивний β-розпад ядер. Ці сили відіграють важливу роль у реакціях ядерного синтезу, що відбуваються у надрах Сонця. Вони також відповідальні за взаємодію нейтрино з речовиною. Переносником слабких взаємодій є W- та Z-бозони.

- Електромагнітна взаємодія — сили що діють на електрично заряджені частинки. З проявами електромагнітних взаємодій ми зустрічаємось у повсякденному житті на кожному кроці. Це світло, радіохвилі, властивості твердих тіл та рідин, робота різноманітних електричних та електронних пристроїв і багато іншого. Переносником електромагнітних взаємодій є фотон.

- Гравітаційна взаємодія керує рухом Місяця та штучних супутників навколо Землі та інших планет навколо Сонця, а також Сонця навколо центру Галактики тощо. Вона відповідає за знайоме кожному з нас земне тяжіння. Хоча переносник гравітаційної взаємодії ще не був виявлений експериментально, більшість фізиків не сумнівається в його існуванні і називають цю частинку «гравітон».

Дві з перерахованих взаємодій — слабка та електромагнітна — вже об'єднані у рамках спільної теорії, і розглядається сучасною наукою як прояви єдиної електрослабкої взаємодії.
Намір побудувати об'єднану теорію поля ґрунтується на припущенні, що всі перераховані вище фундаментальні взаємодії, а також всі частинки, з яких складається речовина — це просто різні прояви одного фундаментального поля.

## Передісторія
Перші думки про зв'язок електричних, магнітних та світлових явищ належать Майклові Фарадею. Вони знайшли продовження у працях Джеймса Клерка Максвелла. 
Крім того, теорія всього повинна пояснювати існування всіх елементарних частинок. Першим кроком на шляху до цього стало об'єднання електромагнітної і слабкої взаємодій в теорії електрослабкої взаємодії, створеної в 1967 році Стівеном Вайнбергом, Шелдоном Глешоу і Абдусом Саламом. В 1973 році була запропонована теорія сильної взаємодії, в рамках якої вдалося об'єднати всі типи взаємодій, окрім гравітаційної. Ланкою, котрої не вистачає, в «теорії всього» залишається побудова теорії квантової гравітації на основі квантової механіки і загальної теорії відносності.
Першим велику увагу «теорії всього» надав Альберт Ейнштейн. Він присвятив спробам її створення велику частину свого життя. Ейнштейн вважав, що достатньо об'єднати загальну теорію відносності і електромагнетизм.
Зараз єдиним загальноприйнятим кандидатом на «теорію всього» є теорія струн в її узагальненому формулюванні, що отримало назву М-теорія. На початку двадцятого століття з'явилися припущення, що Всесвіт має більше вимірів, ніж спостережувані три просторових і один часовий. Поштовхом до цього стала теорія Калуци — Клейна, яка показала, що введення в загальну теорію відносності додаткового виміру приводить до отримання рівнянь Максвелла. Завдяки ідеям Калуци і Клейна стало можливим створення теорій, що оперують багатовимірними просторами. Використання додаткових вимірів підказало відповідь на питання про те, чому дія гравітації виявляється значно слабшою, ніж інші види взаємодій. Загальноприйнята відповідь полягає в тому, що гравітація існує в додаткових вимірах, тому її вплив на спостережувані виміри слабшає.
У кінці 1990-х стало зрозуміло, що загальною проблемою пропонованих варіантів «теорії всього» є те, що вони не строго визначають характеристики спостережуваного Всесвіту. Так, багато теорій квантової гравітації допускають існування всесвітів з довільним числом вимірів або довільним значенням космологічної сталої. Деякі фізики дотримуються думки, що насправді існує безліч всесвітів, але лише невелика їх кількість заселені, а значить фундаментальні константи всесвіту визначаються антропним принципом. Макс Тегмарк довів цей принцип до логічного завершення, постулюючи, що «всі математично несуперечливі структури існують фізично». Це означає, що достатньо складні математичні структури можуть містити «структуру здатну до самоусвідомлення», яка суб'єктивно сприйматиме себе такою, що «живе в реальному світі».
Стівен Гокінг у 2003 році писав:
|                                | Створити повну теорію об'єднання всього на світі з однієї спроби було б дуже складно. Тому натомість ми досягли прогресу в пошуку часткових теорій. Вони описують якійсь обмежений діапазон подій і нехтують іншими ефектами або наближено передають їх певними числами. |
| — Стівен Гокінг, Теорія всього | |

У науковому співтоваристві фізиків продовжуються дебати з приводу того, чи слід вважати «теорію всього» фундаментальним законом Всесвіту. Одна точка зору, строго редукціоністська, полягає в тому що «теорія всього» — це фундаментальний закон Всесвіту і що вся решта теорій, що описують Всесвіт, є її наслідками або граничними випадками. Інша точка зору спирається на закони, названі Нобелівським лауреатом з фізики Стівеном Вайнбергом законами «вільного плавання», які визначають поведінку складних систем. Критика останньої точки зору звертає увагу на те, що в такому формулюванні «теорія всього» порушує принцип бритви Оккама.
Серед інших чинників, що зменшують пояснювально-передбачальну цінність «теорії всього», є її чутливість до наявності у Всесвіту граничних умов і існування математичного хаосу серед її розв'язків, що робить її прогнози точними, але даремними.